# میرزا اورنگ وقارالسلطنه
میرزا اورنگ وقارالسلطنه از سیاستمداران ایرانی بود، که در  دوره سوم بعنوان نماینده فیروزآباد در مجلس شورای ملی حضور داشت.